# The Linux Game Tome
The Linux Game Tome — веб-сайт об играх для Linux.

## История
Сайт был создан в 1995 году Тессой Лоу. Он собирал игры с серверов SunSITE и классические игры для X11, в каталог с примерно сотней описаний.
В 1998 году работу над сайтом взял на себя Боб Зимбински, который поддерживал его вплоть до закрытия 13 апреля 2013 года.

## Содержимое
Сайт содержит описания как свободных, так и собственнических; как бесплатных, так и коммерческих игр, библиотек и драйверов.
В статьях об играх есть специальные места для указания:
- «License» — платности игры («free» для бесплатных, стоимость для платных);
- «Additional System Requirements» — системных требований;
- «Sound» — наличия звуков;
- «Play in X» — поддержки X Window System;
- «Play in Console» — поддержки консоли;
- «Multiplayer» — поддержки игры вдвоём и более;
- «Network play» — поддержки сетевой игры;
- «3D Acceleration» — ускорения обработки трёхмерной графики;
- «Source Available» — доступности исходного кода («Yes» ставится даже в тех случаях, когда доступен только код движка).

Специального места для указания конкретной лицензии (авторского договора) не отведено.